# John Trumbull
John Trumbull (Lebanon (Connecticut), 6 de junio de 1756 - Nueva York, 10 de noviembre de 1843) fue un pintor, arquitecto y escritor estadounidense.
Hijo del gobernador Jonathan Trumbull (1710–1785), trabajó como asistente de George Washington durante la Independencia y después como secretario de John Jay en Londres. En 1784 estudió pintura con Benjamin West y con esta influencia, comenzó a crear la famosa serie de cuadros y grabados históricos a los cuales les dedicaría toda su vida. 
En 1817 le fue encargado por el Congreso una pintura de cuatro grandes cuadros que hoy decoran la Rotonda del Capitolio (finalizada en 1826). La mayoría de sus ilustraciones en la frecuentemente duplicada Declaración de Independencia aparecen al reverso de los billetes de 2 dólares.

## Galería de pinturas de Trumbull

### Eventos históricos

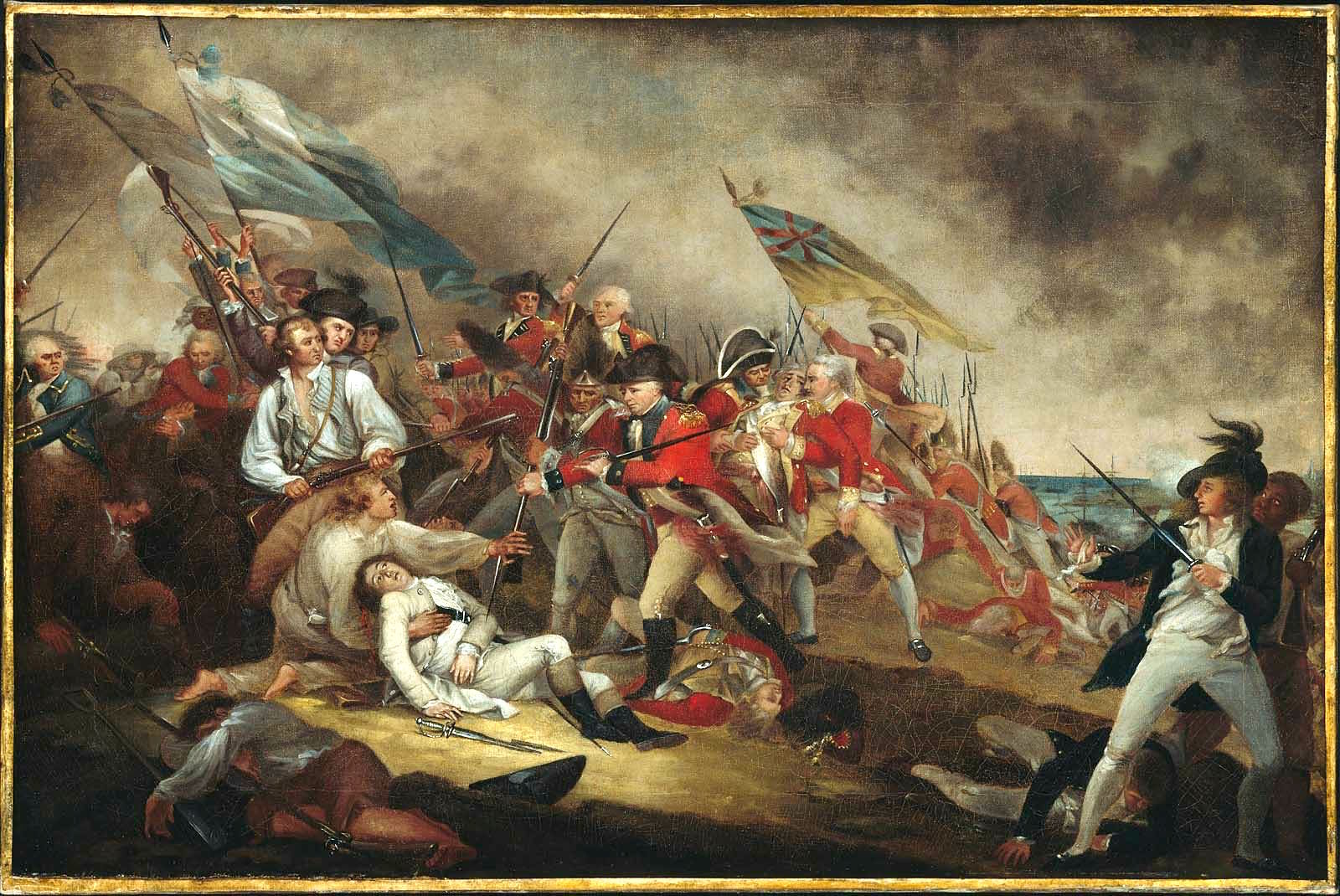
La muerte del general Warren en la batalla de Bunker Hill (evento 1775, pintado 1786)
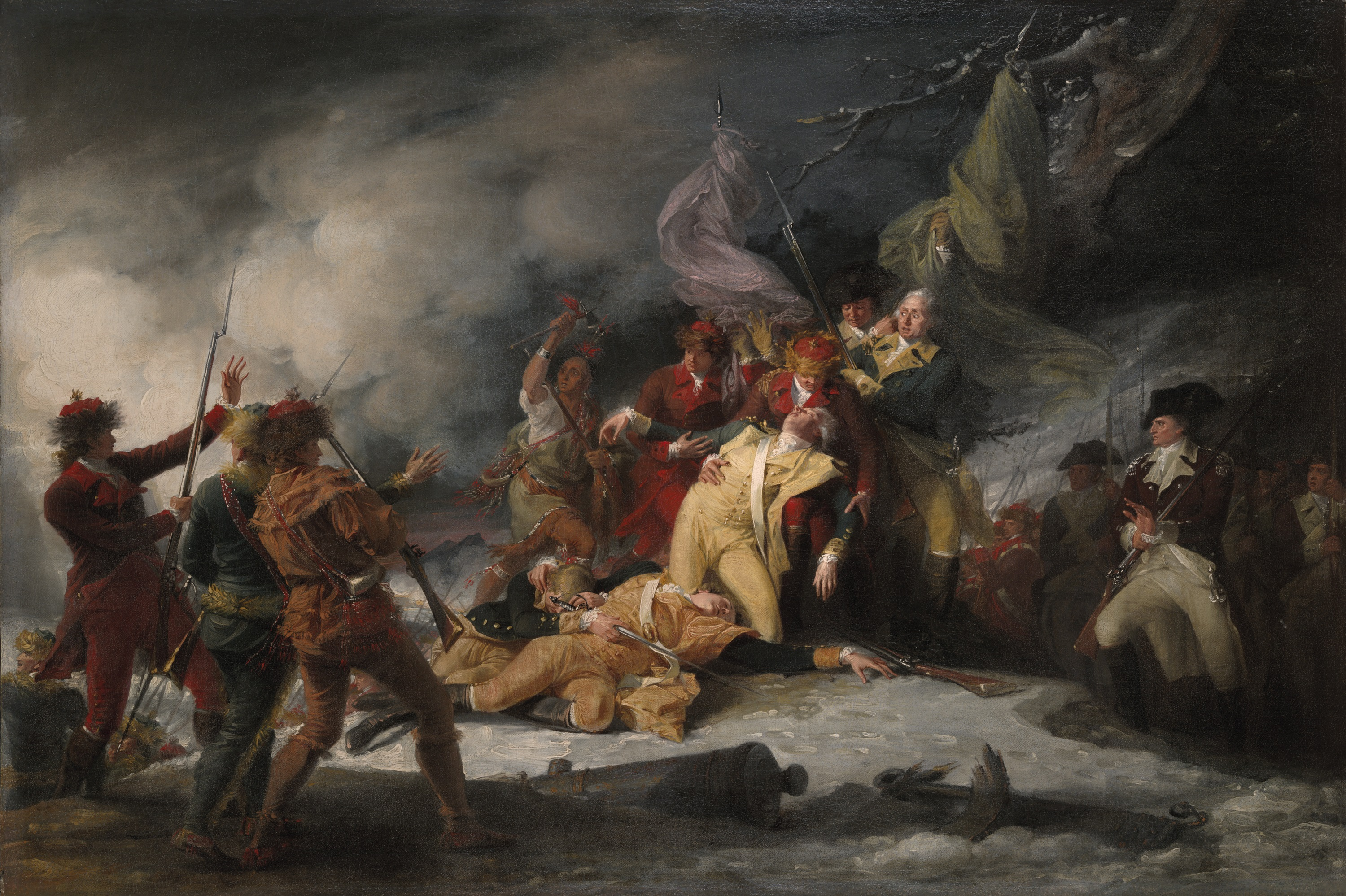
La muerte del general Montgomery en el ataque a Quebec (1775), 31 de diciembre de 1775 (1786)
La Declaración de independencia (1819)
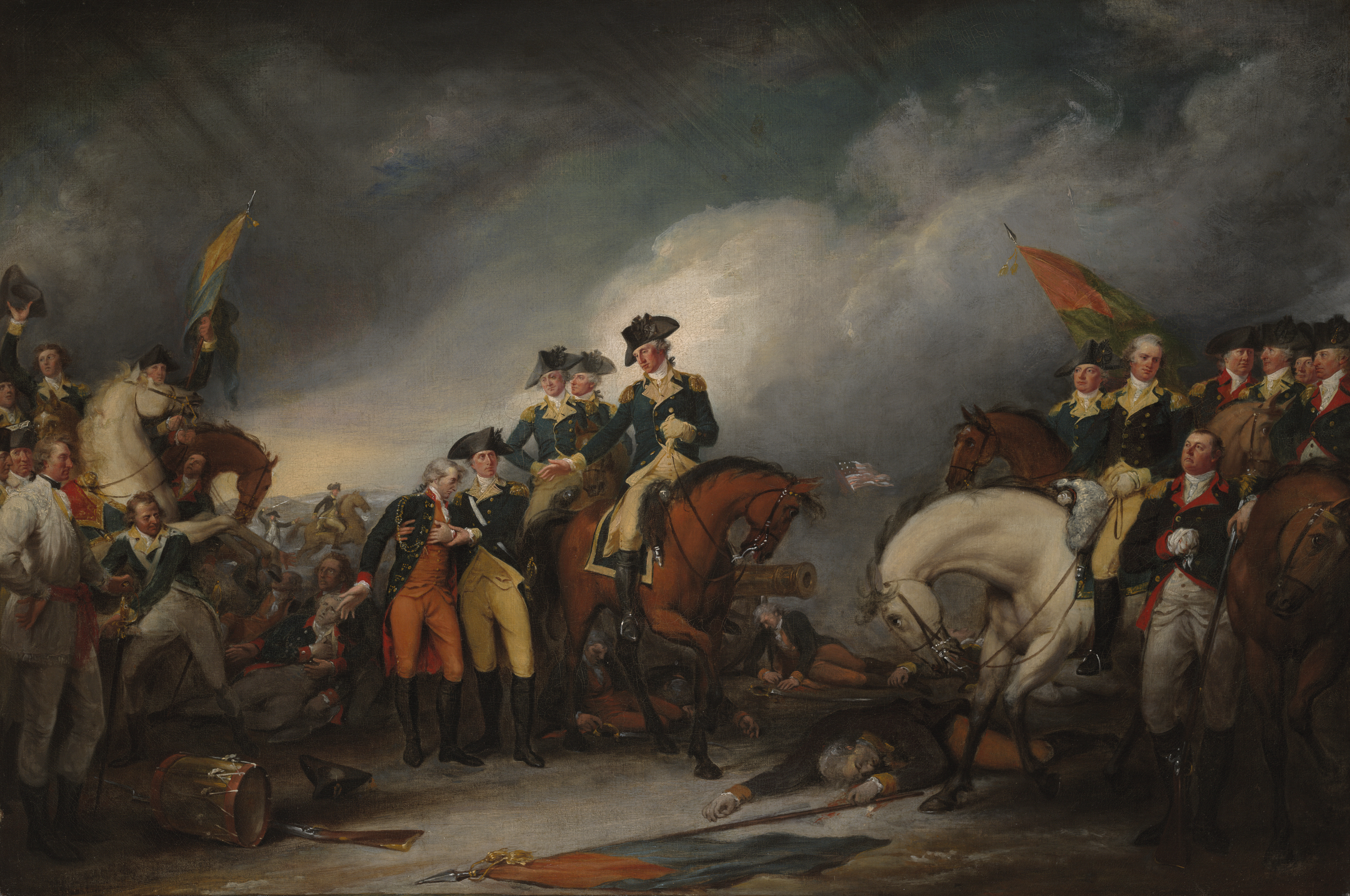
La captura de los hesianos en Trenton, 26 de diciembre de 1776
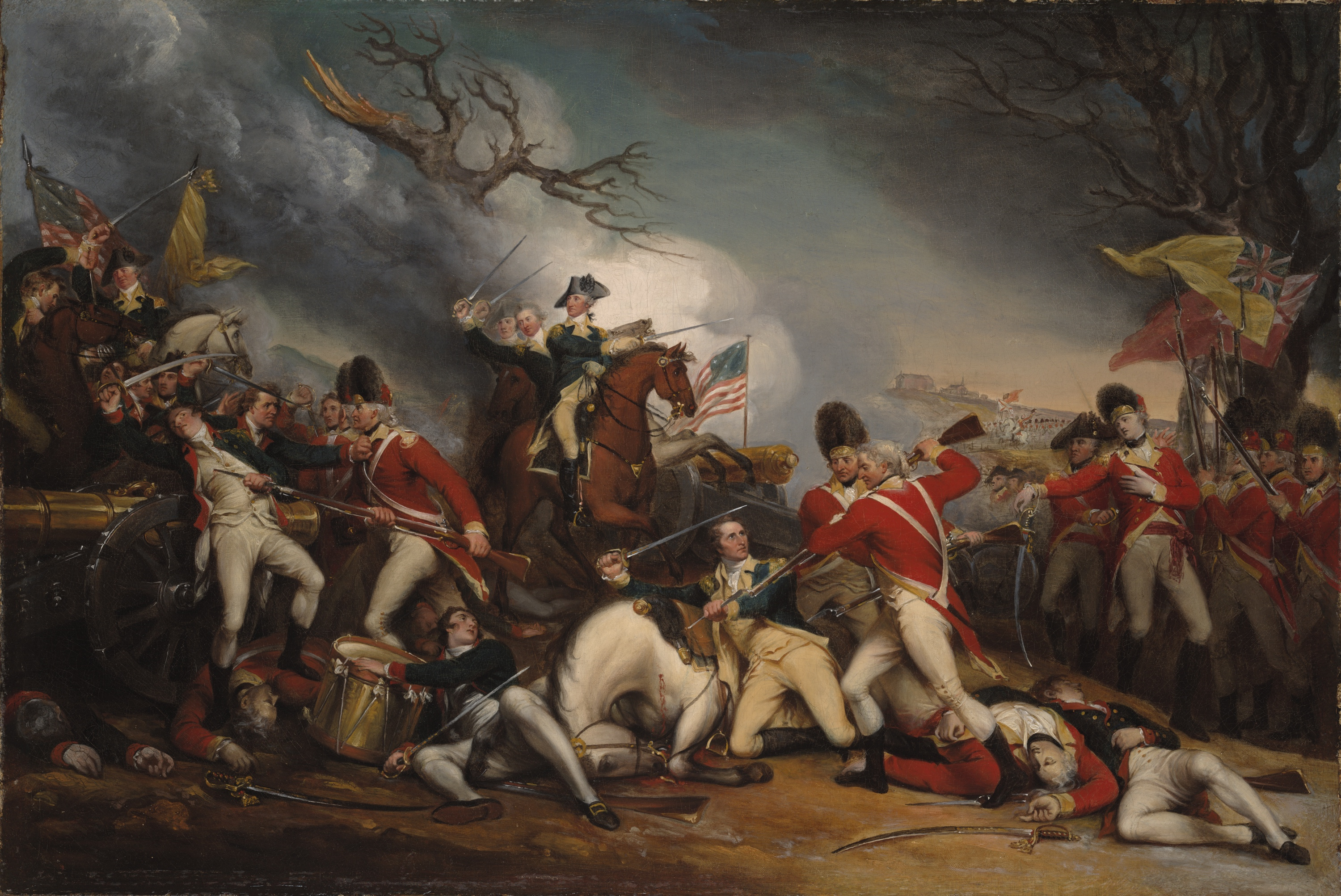
La muerte del general Mercer en la batalla de Princeton, 3 de enero de 1777
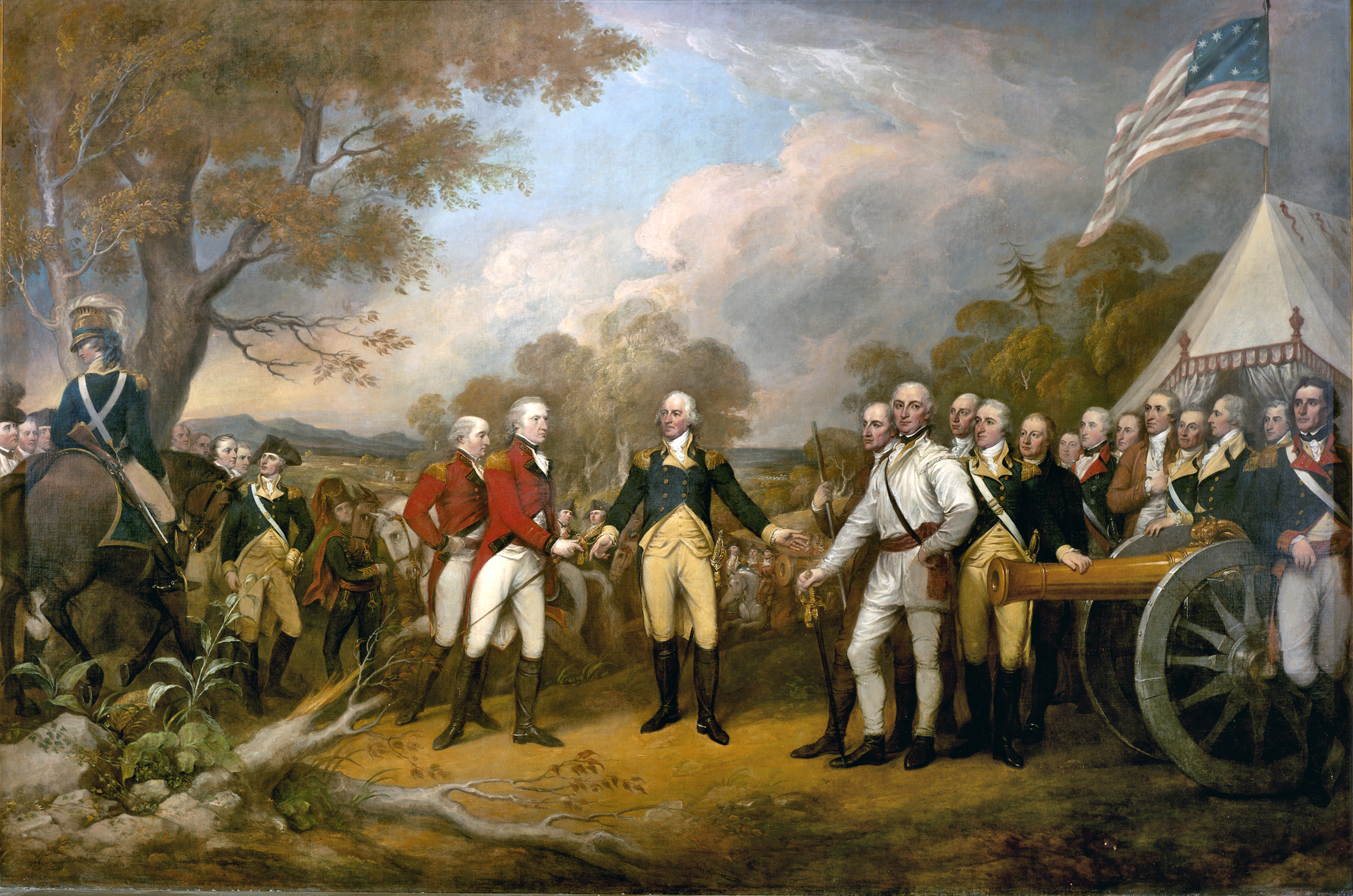
La rendición del general Burgoyne (evento 1777, pintado 1821)
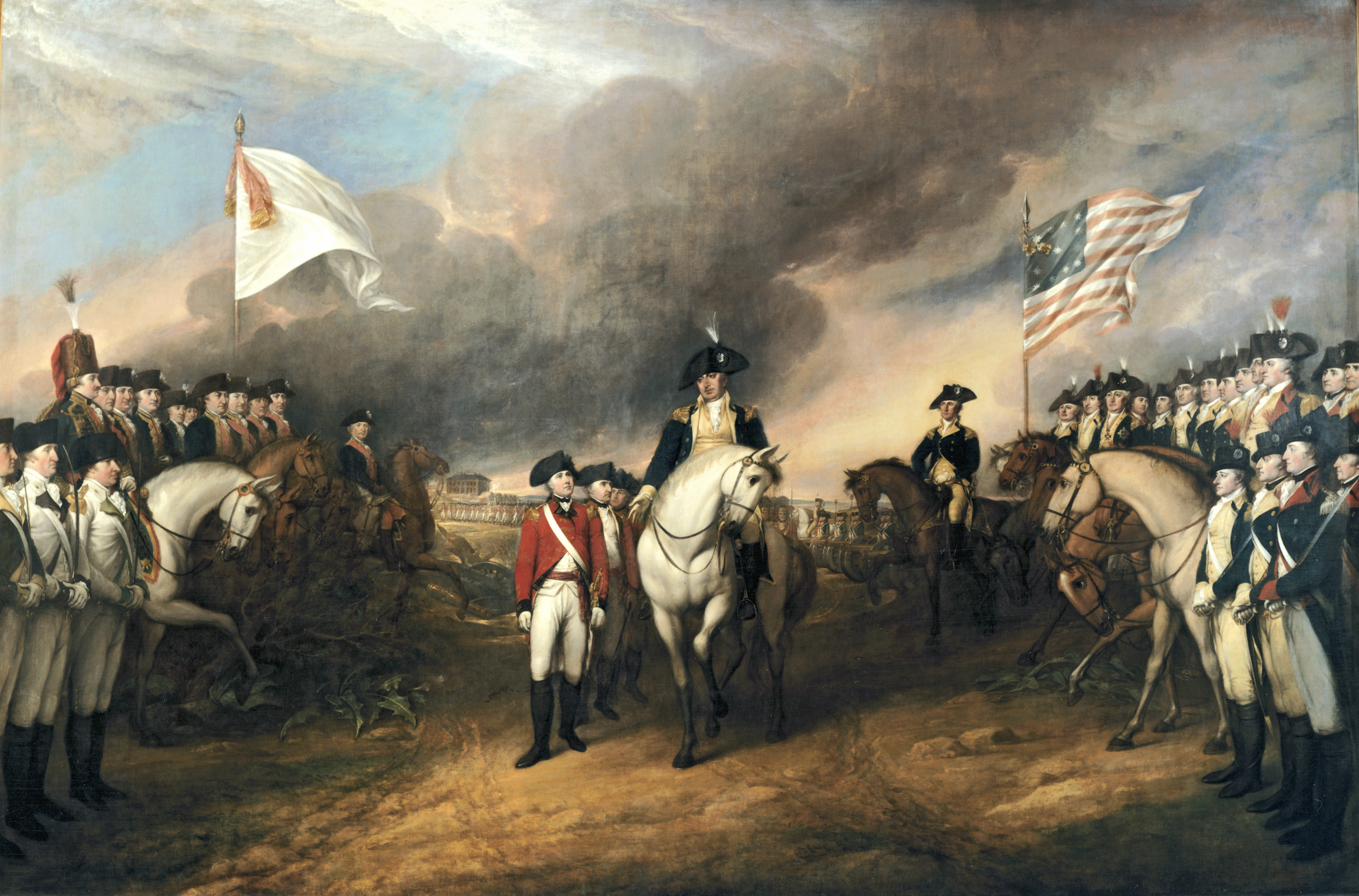
La rendición de Lord Cornwallis (evento 1781, pintado 1820)
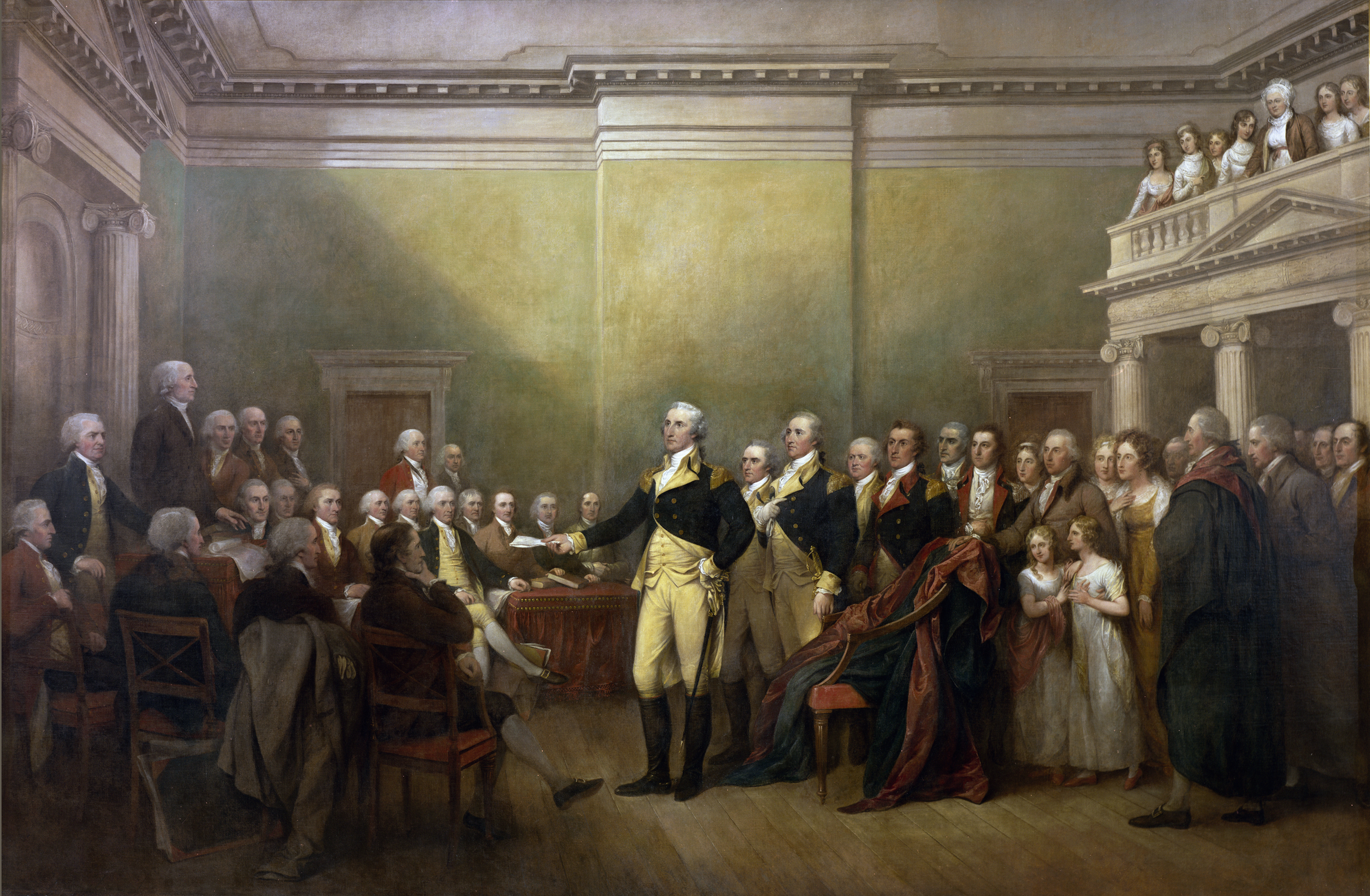
El general George Washington renunciando a su comisión
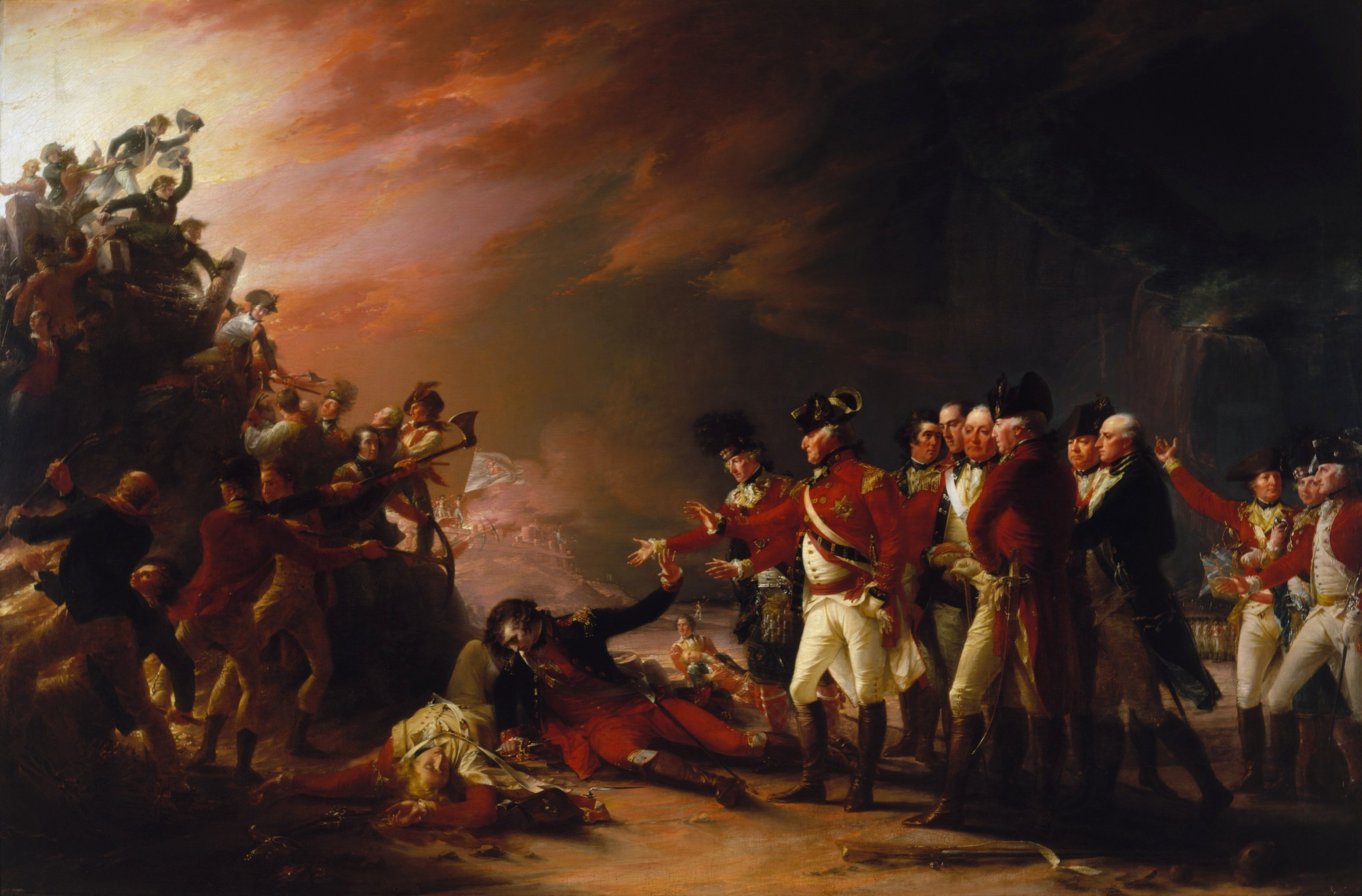
La misión de Garrison en Gibraltar (1789)

### Retratos

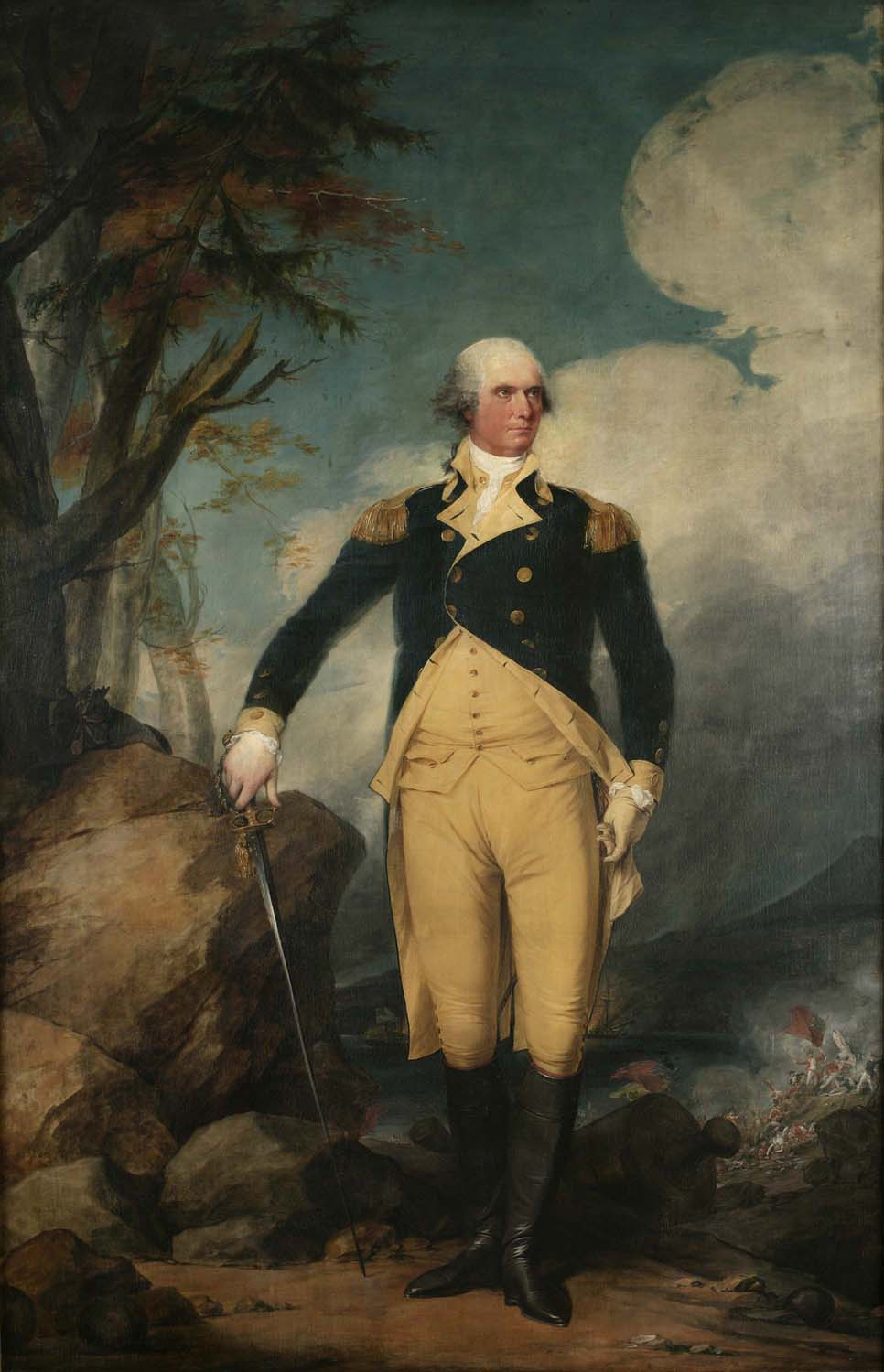
George Clinton, 1791
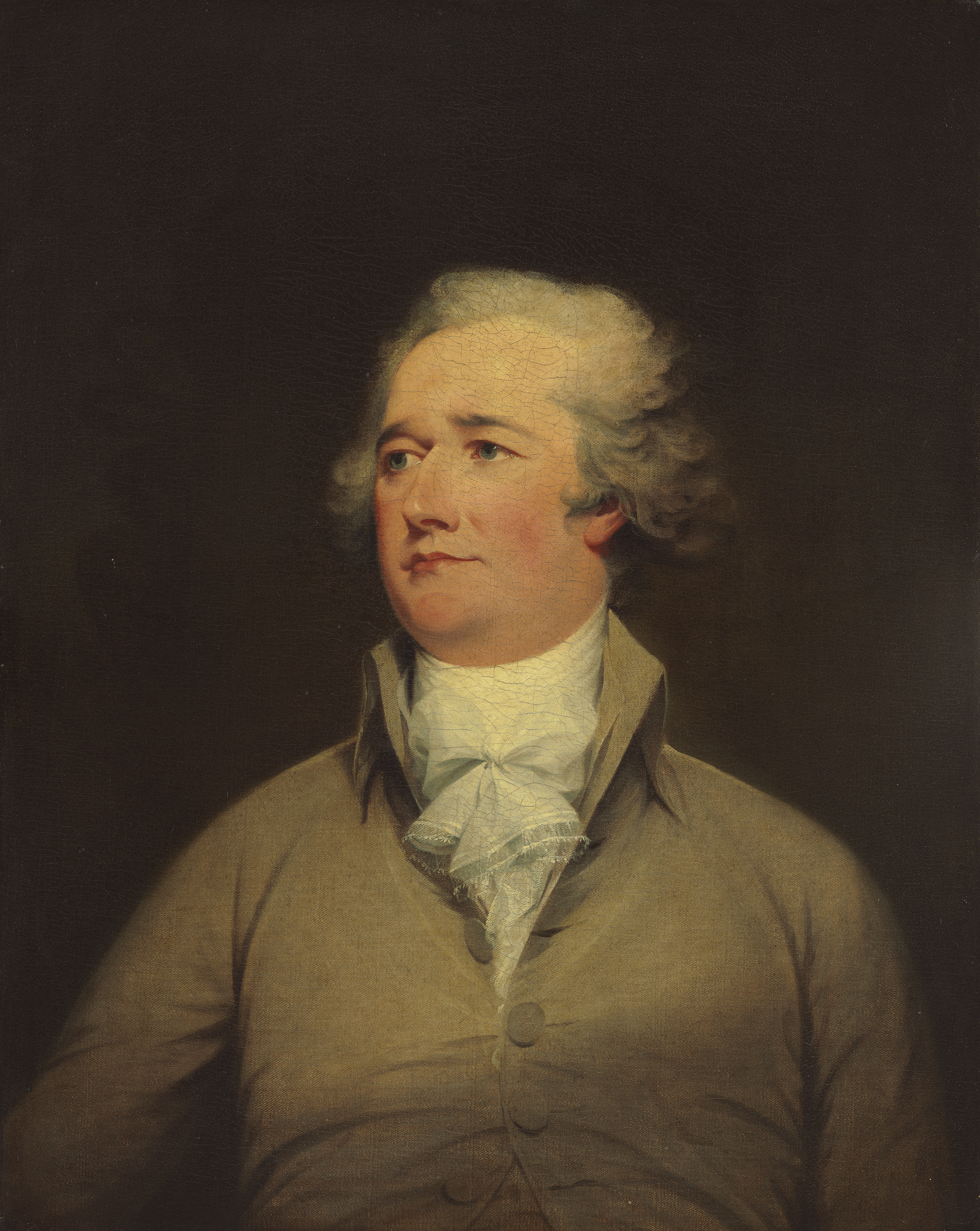
Alexander Hamilton, 1792
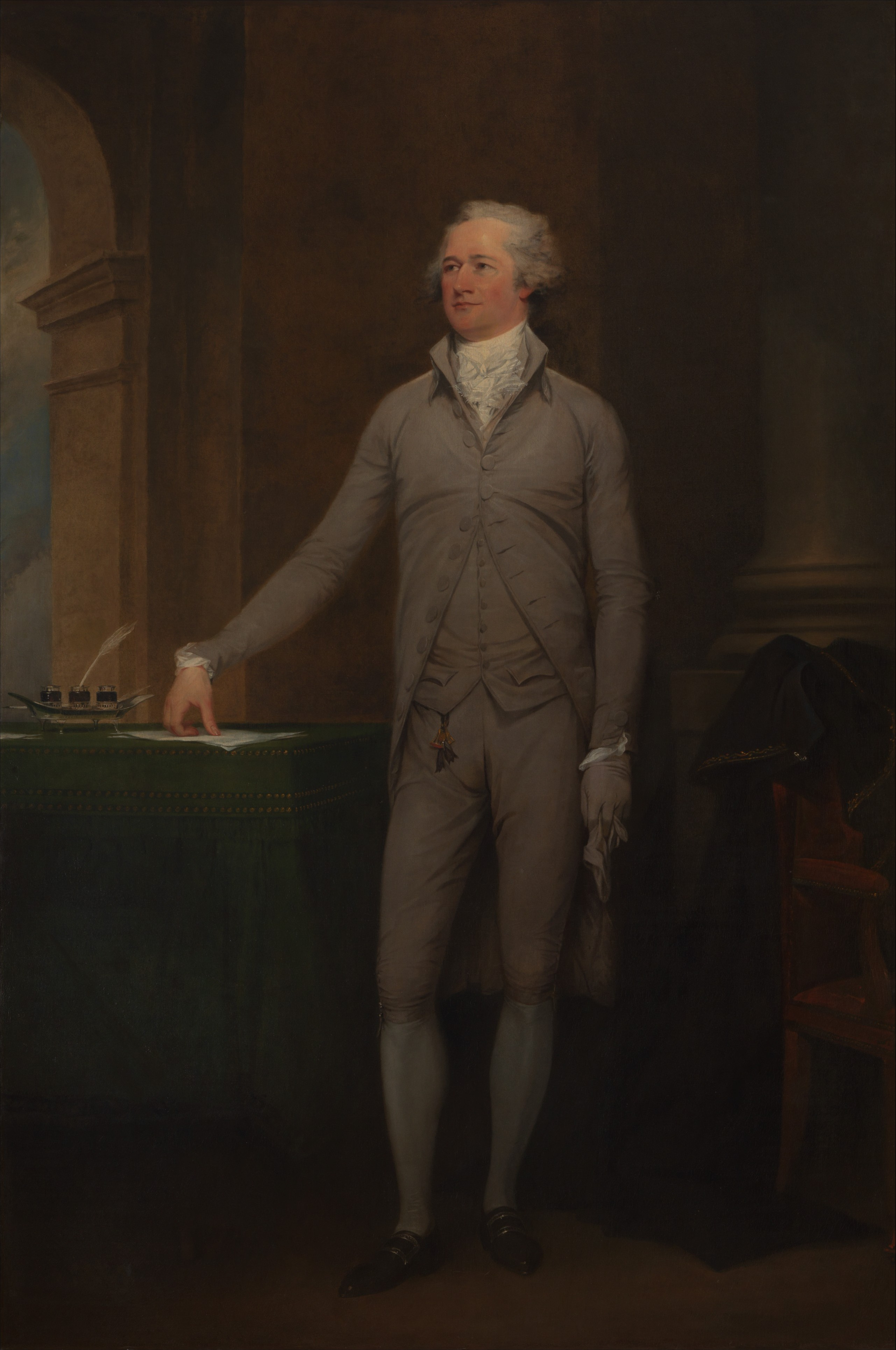
Alexander Hamilton, 1792
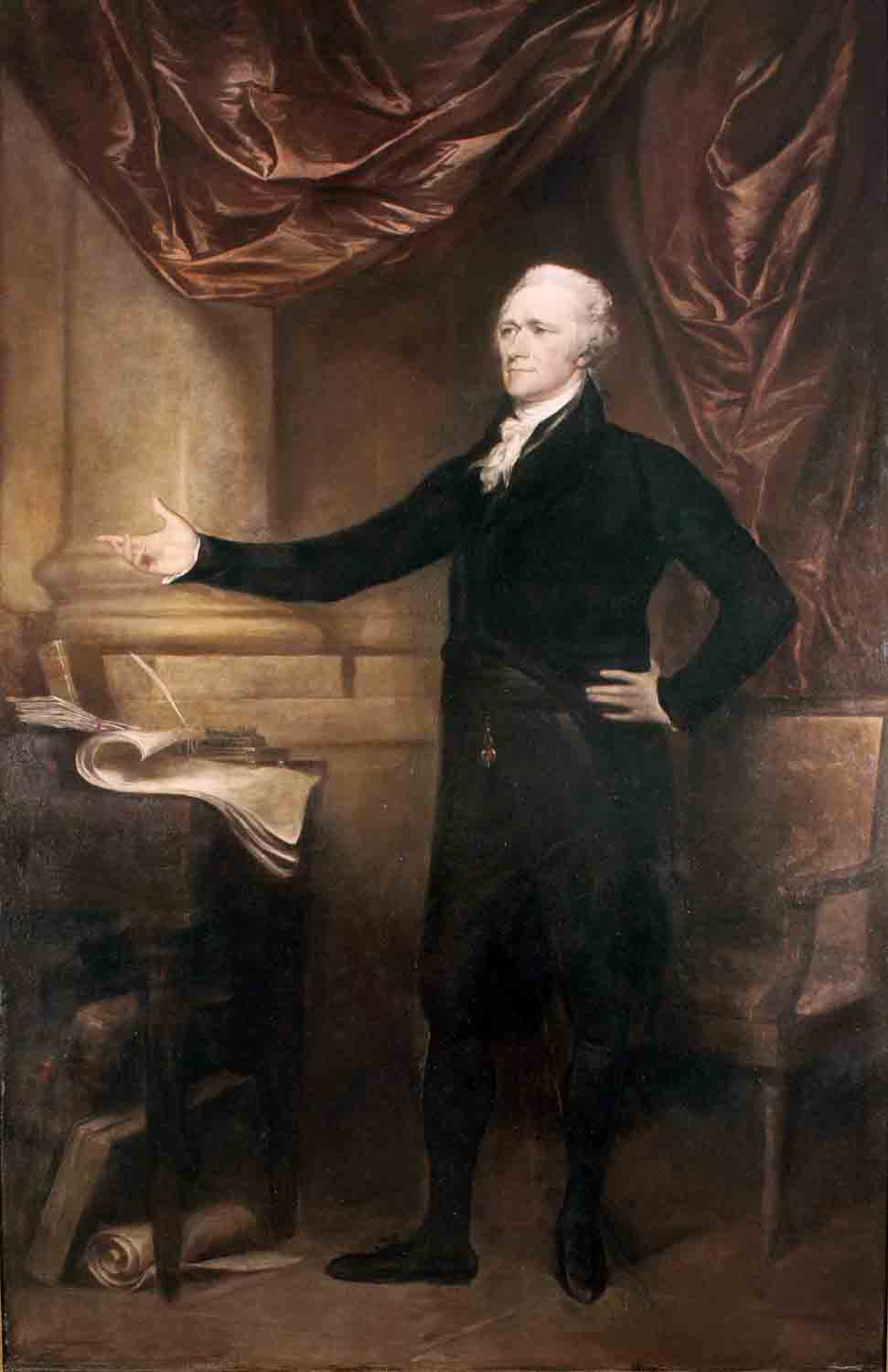
Alexander Hamilton, 1805
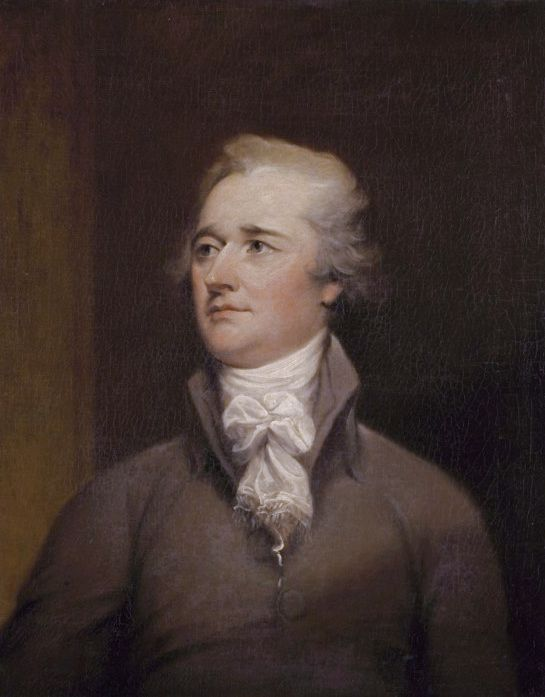
Alexander Hamilton, 1832
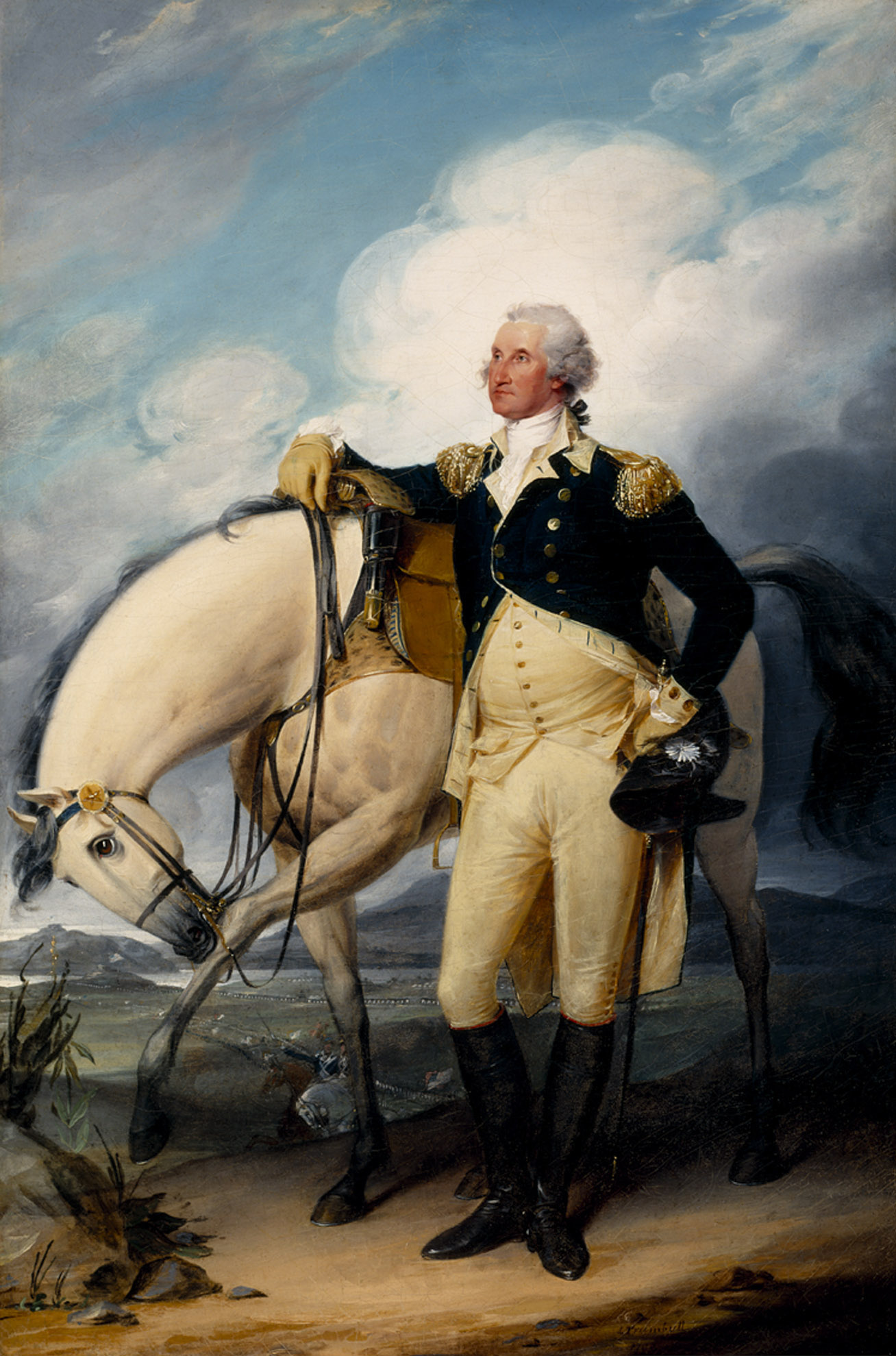
Washington en Verplanck's Point, 1790
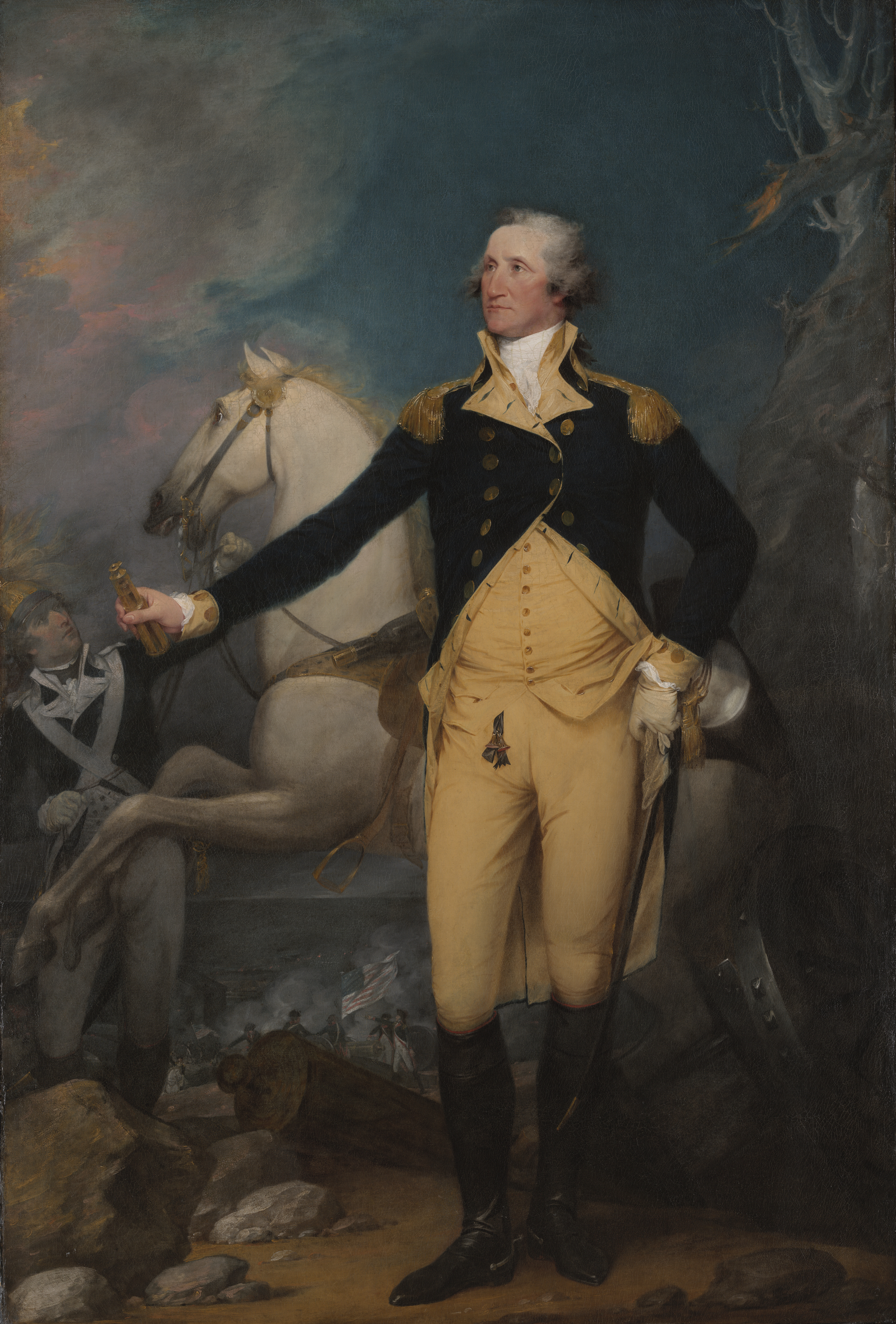
El general George Washington en Trenton, 1792
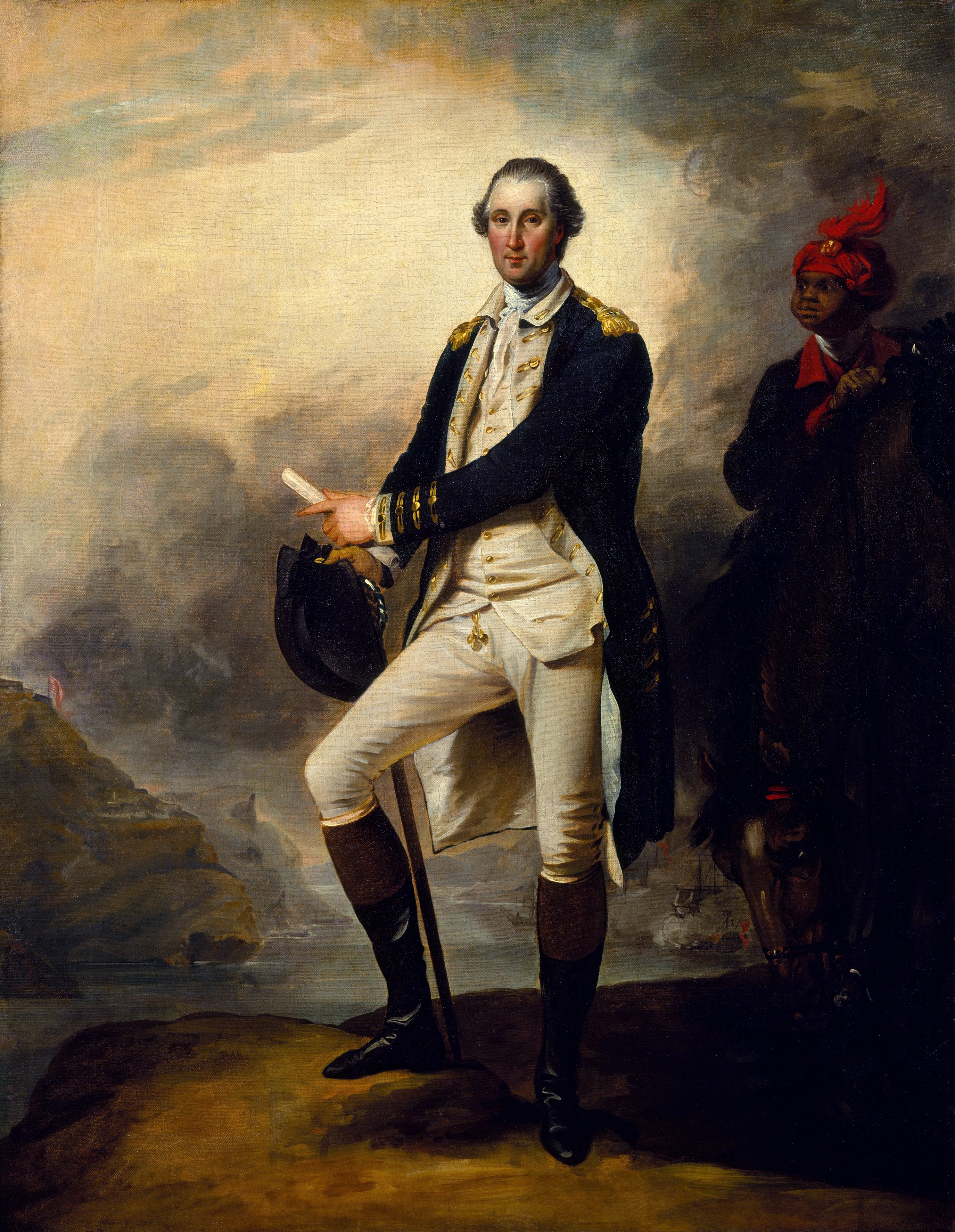
George Washington
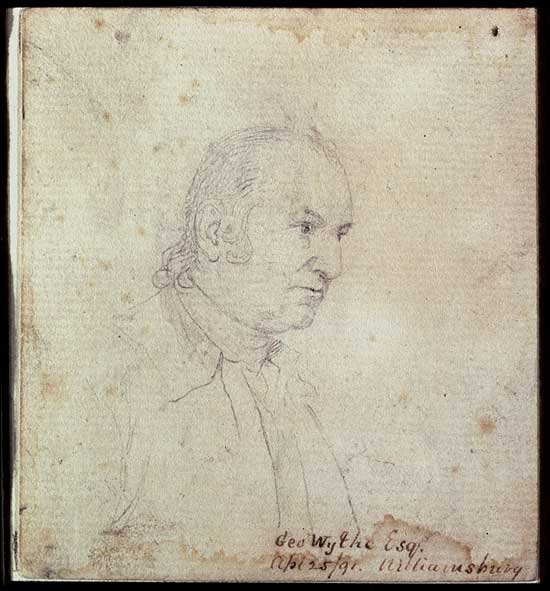
George Wythe
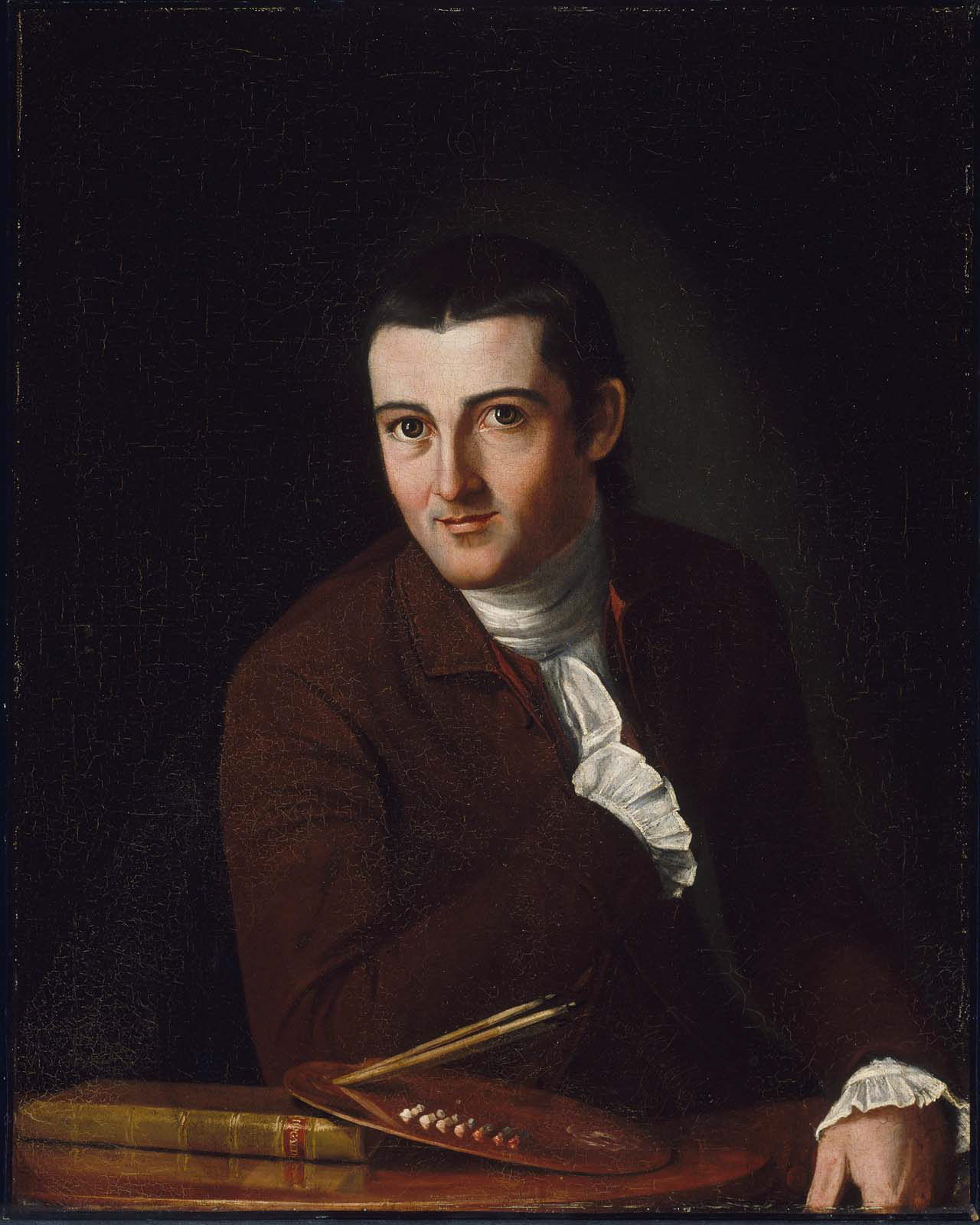
Autorretrato, 1777
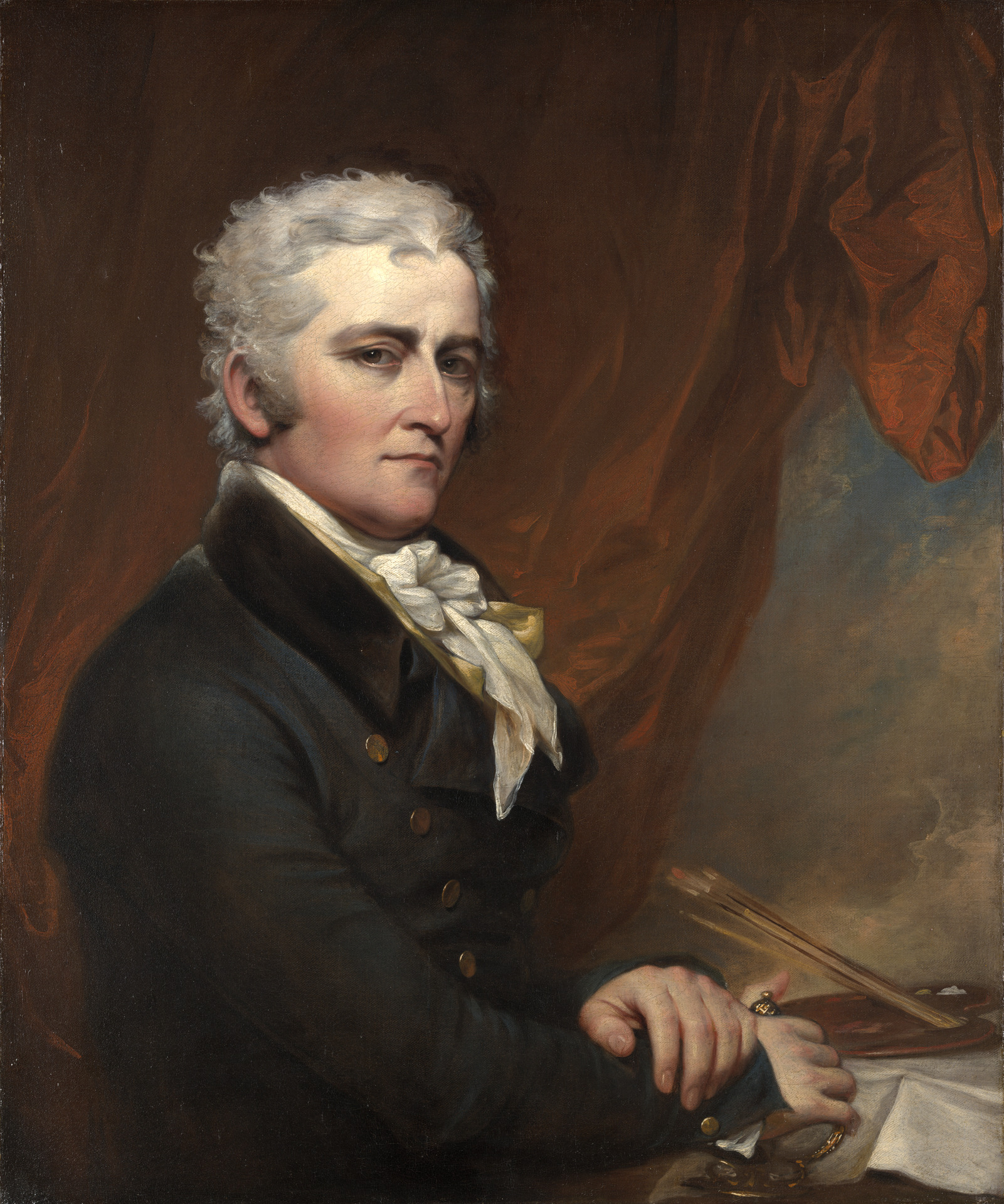
Autorretrato, (c.1802)
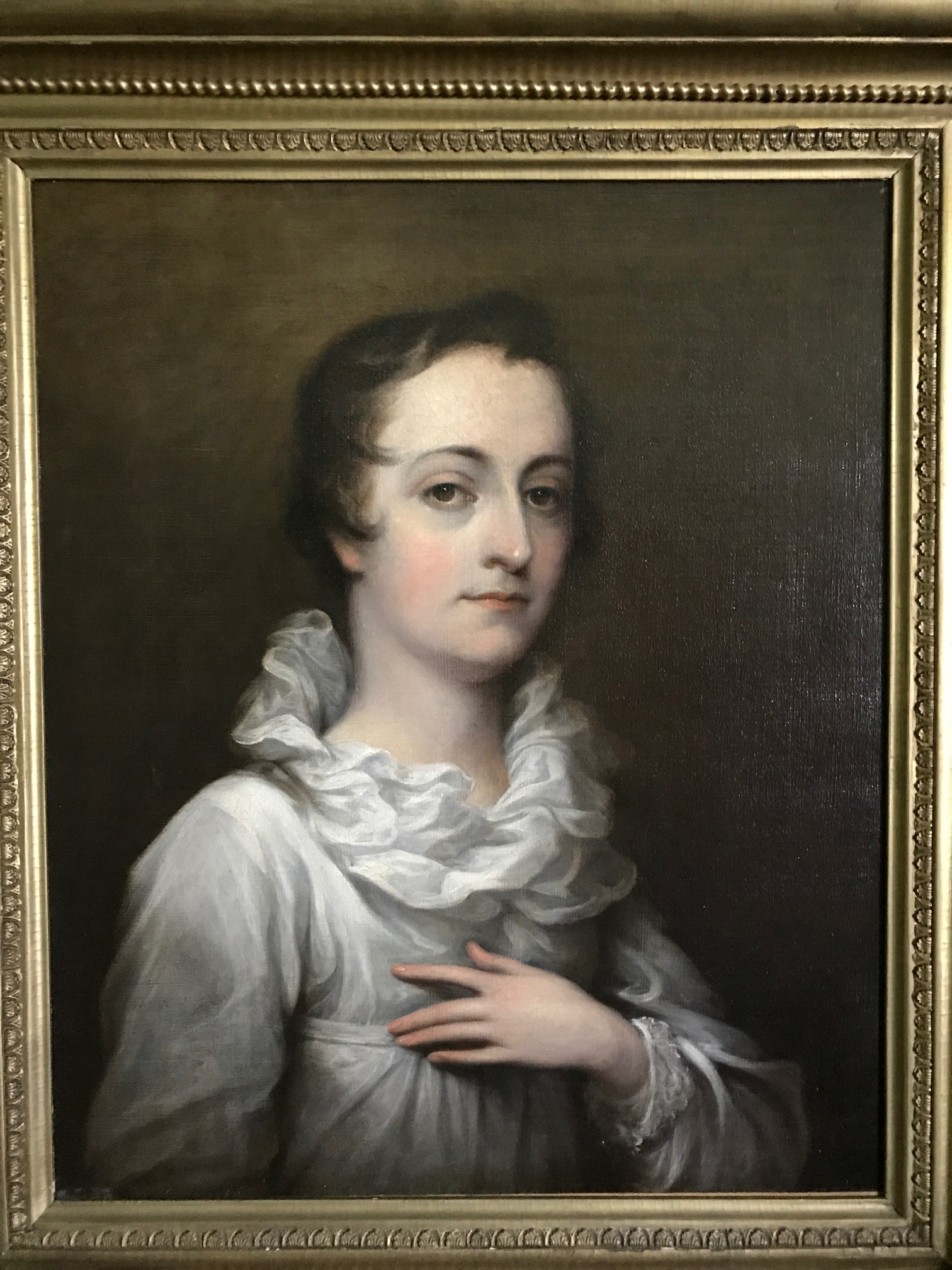
Dama en blanco.